# Porcellio cytherus
Porcellio cytherus är en kräftdjursart som beskrevs av Hans Strouhal1937. Porcellio cytherus ingår i släktet Porcellio och familjen Porcellionidae. Inga underarter finns listade i Catalogue of Life.